# Hemicythere strandentia
Hemicythere strandentia är en kräftdjursart. Hemicythere strandentia ingår i släktet Hemicythere och familjen Hemicytheridae. Inga underarter finns listade i Catalogue of Life.